# Каолиново
Каоли́ново (болг. Каолиново) — місто в Шуменській області Болгарії. Адміністративний центр общини Каолиново.

## Населення
За даними перепису населення 2011 року у місті проживали 1462 особи.
Національний склад населення міста:
| Національність   | Кількість осіб | Відсоток |
| ---------------- | -------------- | -------- |
| турки            | 1234           | 86,3 %   |
| болгари          | 180            | 12,6 %   |
| цигани           | 11             | 0,8 %    |
| Всього відповіли | 1430           |          |

Розподіл населення за віком у 2011 році:
Динаміка населення: